# Business Application Programming Interface
Pour les articles homonymes, voir BAPI.
 (novembre 2016).
Si vous disposez d'ouvrages ou d'articles de référence ou si vous connaissez des sites web de qualité traitant du thème abordé ici, merci de compléter l'article en donnant les références utiles à sa vérifiabilité et en les liant à la section « Notes et références ».
Les Business Application Programming Interface (ou BAPIs) sont des interfaces permettant d'accéder aux données et processus de R/3 dans SAP ou à partir de systèmes externes.